# Liste de volcans du Yémen
Voici une liste de volcans du Yémen.

## Liste
| nom                   | altitude | altitude | lieu                 | dernière éruption        |
| nom                   | mètres   | pieds    | coordonnées          | dernière éruption        |
| Bir Borhut            | -        | -        | 15° 33′ N, 50° 38′ E | 905                      |
| Harra es-Sawad (en)   | 1 737    | 5 699    | 13° 35′ N, 46° 07′ E | 1253                     |
| Harra of Arhab (en)   | 3 100    | 10 170   | 15° 38′ N, 44° 05′ E | 500                      |
| Bal Haf               | 233      | 764      | 14° 03′ N, 48° 20′ E | Holocène                 |
| Harras of Dhamar (en) | 3 500    | 11 483   | 14° 34′ N, 44° 40′ E | 1937                     |
| Jabal el-Marha        | 2 650    | 8 694    | 15° 17′ N, 44° 13′ E | Holocène                 |
| Jabal Hamman Demt     | 1 500    | 4 921    | 14° 03′ N, 44° 45′ E | -                        |
| Jabal Haylan          | 1 550    | 5 085    | 15° 26′ N, 44° 47′ E | 1200 ans avant notre ère |
| Djébel Teir           | 244      | 801      | 15° 33′ N, 41° 49′ E | 2007                     |
| Jebel Zubair          | 191      | 627      | 15° 03′ N, 42° 11′ E | 2011                     |
| Zukur                 | 624      | 2 047    | 14° 01′ N, 42° 45′ E | Holocène                 |